# Кепплер, Георг
Георг Кепплер (нем. Georg Keppler; 7 мая 1894, Майнц, Рейнланд-Пфальц — 16 июня 1966, Гамбург) — обергруппенфюрер СС и генерал войск СС (20 апреля 1944).

## Биография
Георг Кепплер родился 7 мая 1894 года в Майнце в семье кадрового офицера Отто Кепплера. 28 февраля 1913 года был зачислен в армию Германской империи в качестве фанен-юнкера, а после окончания учёбы в военном училище в Глогау 19 июня 1914 года повышен до лейтенанта. Затем для прохождения военной службы был направлен в Литовский драгунский полк № 1 принца Альбрехта Прусского.
С началом Первой мировой войны со своим полком отправился на фронт. В августе 1914 года был тяжело контужен. После выздоровления направлен для прохождения дальнейшей службы в 19-ю резервную дивизию. Во время боев во Франции командовал пехотным взводом. К концу Первой мировой войны, дослужившись до обер-лейтенанта, имел Железные кресты 2-го и 1-го классов. После демобилизации переведён в пехотный полк в Позене. Вступил в добровольческий корпус и в 1919 году боролся с поляками в Силезии.
31 января 1920 года был принят на службу в полицию безопасности в Ганновере. 21 июня 1920 года получил очередное звание капитана. В 1924 году стал командиром полицейской роты. 1 июля 1926 года был переведён в земельную полицию (нем. Landespolizei) небольшого тюрингского города Хильдбургхаузена, а в 1928 году был назначен советником в управлении земельной полиции Тюрингии. С 1929 года стал командиром отряда земельной полиции в Йене. 1 октября 1930 года Кепплер вступил в НСДАП (билет № 338211) и принимает участие в деятельности местных отрядов СА. 1 июля 1931 года повышен до звания майора полиции.
После прихода нацистов к власти быстро продвигался по карьерной лестнице и к октябрю 1933 года стал командиром полка земельной полиции в Мюнхене. 24 мая 1935 года оставил службу в полиции и через несколько дней был зачислен на службу в 32-й пехотный полк вермахта. 10 октября 1935 года уволился из армии, поступил в части усиления СС (билет № 273799) в чине штурмбаннфюрера и был назначен командиром 1-го штурмбанна 1-го штандарта СС «Дойчланд». Принимал участие в аншлюсе Австрии (1938 г.), в походе на Судеты (1938 г.), в польской и французской компаниях. За отвагу, проявленную в Голландии, награждён Рыцарским крестом Железного креста. С 15 июля по 21 сентября 1941 года замещал Теодора Эйке на посту командира 3-й танковой дивизии СС «Тотенкопф». С 19 апреля 1942 года по 10 февраля 1943 года был командиром 2-й танковой дивизии СС «Рейх». С 16 августа по 4 октября 1944 года — командир 1-го танкового корпуса СС, с 30 октября — 3-го танкового корпуса СС, с 4 февраля — командир 18-го армейского корпуса СС. Вместе с остатками корпуса 22 мая 1945 года сдался в плен американским войскам. Умер от последствий ранения, полученного во время войны, 16 июня 1966 года.

## Награды
- Знак за ранение (1918) (в серебре)
- Почётный крест ветерана войны
- Шеврон старого бойца
- Медаль «В память 13 марта 1938 года» Аншлюс-Медаль.
- Медаль «В память 1 октября 1938 года» с бронзовой пряжкой с рельефным изображением Пражского Града.
- Рыцарский крест (14 августа 1940)
- Железный крест, 1-го класса (1914)
  - Пряжка к Железному кресту 1-го класса (13 мая 1940)
- Железный крест, 2-го класса (1914)
  - Пряжка к Железному кресту 2-го класса (13 мая 1940)
- Кольцо «Мёртвая голова»
- Почетная сабля рейхсфюрера СС